# Saint-Gilles-les-Forêts
Saint-Gilles-les-Forêts, okzitanisch Sent Geris, ist eine Gemeinde in Frankreich. Sie gehört zur Region Nouvelle-Aquitaine, zum Département Haute-Vienne, zum Arrondissement Limoges und zum Kanton Eymoutiers. Die Nachbargemeinden sind Sussac im Norden, Domps im Nordosten, Chamberet im Osten, Meilhards und Surdoux im Süden und La Croisille-sur-Briance im Westen.
Während der Französischen Revolution hieß die Ortschaft La Forêt-Bayée.

## Bevölkerungsentwicklung
| Jahr      | 1962 | 1968 | 1975 | 1982 | 1990 | 1999 | 2008 | 2013 |
| --------- | ---- | ---- | ---- | ---- | ---- | ---- | ---- | ---- |
| Einwohner | 129  | 93   | 78   | 73   | 60   | 55   | 54   | 46   |

## Sehenswürdigkeiten
- Kirche Saint-Gilles
- Ruinen der Kapelle Notre-Dame-de-Bon-Secours auf dem Mont Gargan

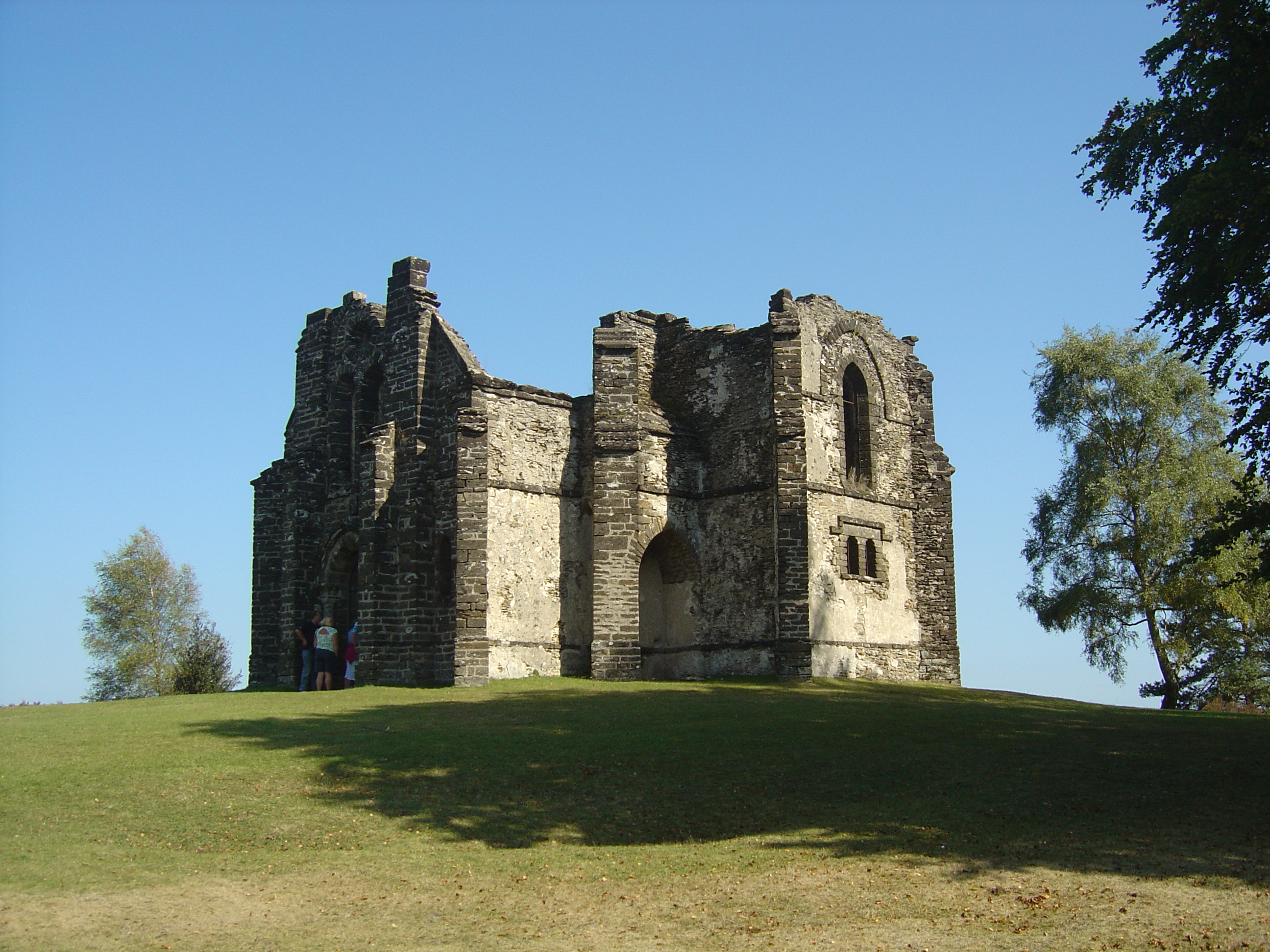
Ruinen der Kapelle Notre-Dame-de-Bon-Secours